# 拉弗蘭科尼橋

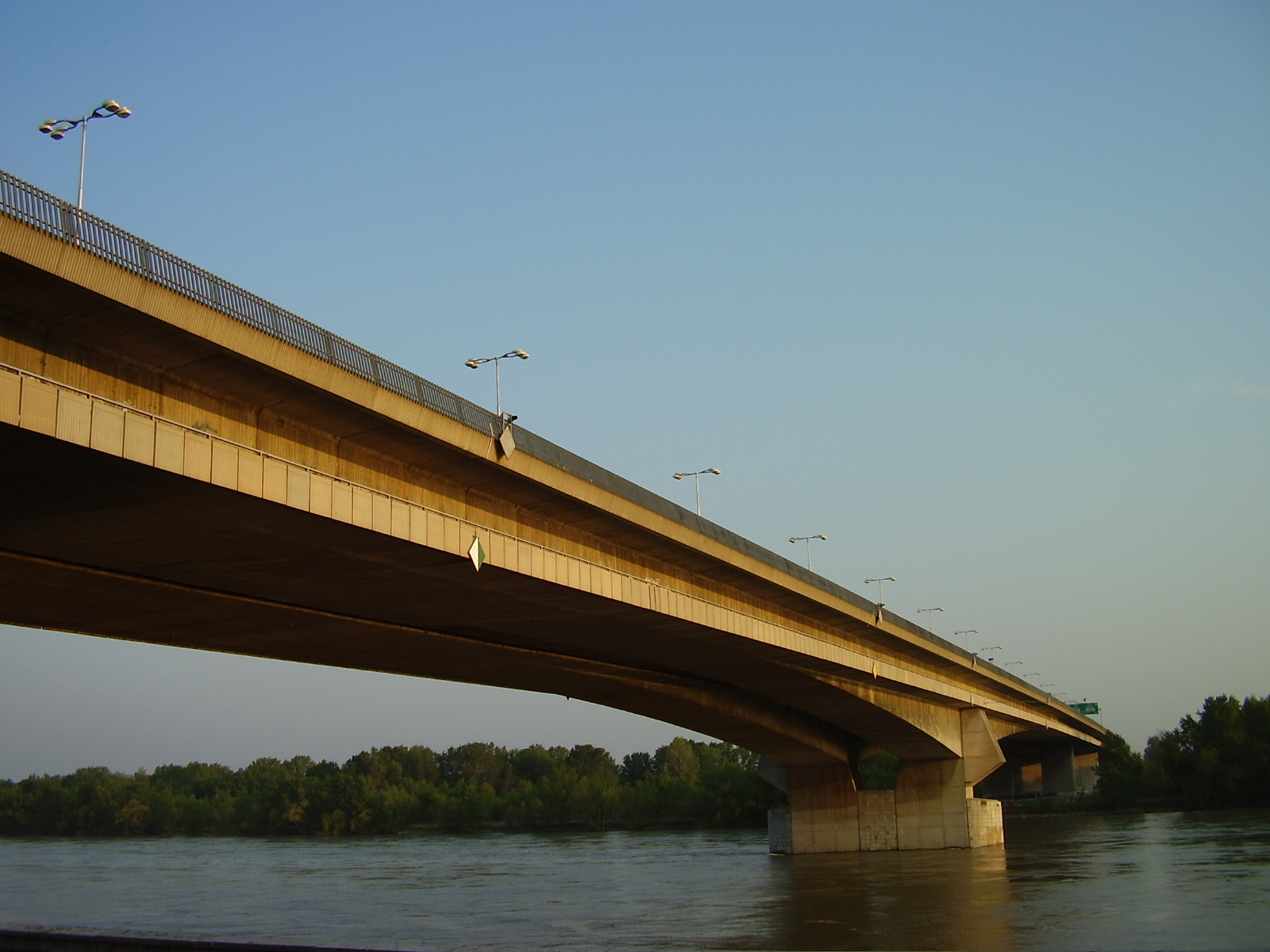
拉弗蘭科尼橋

拉弗蘭科尼橋（意為青年橋）是位於斯洛伐克布拉提斯拉瓦多瑙河上的一座橋樑，為混凝土公路橋。拉弗蘭科尼橋修建於1985年至1991年期間。橋的右半部分在1990年通車，剩餘部分在1992年通車。拉弗蘭科尼橋全長766米（算上引橋的話有1134米），寬30米，有四車道。
48°08′33″N 17°04′31″E / 48.14250°N 17.07528°E